# Zamarada merga
Zamarada merga är en fjärilsart som beskrevs av Fletcher 1974. Zamarada merga ingår i släktet Zamarada och familjen mätare. Inga underarter finns listade i Catalogue of Life.